# Ulpan

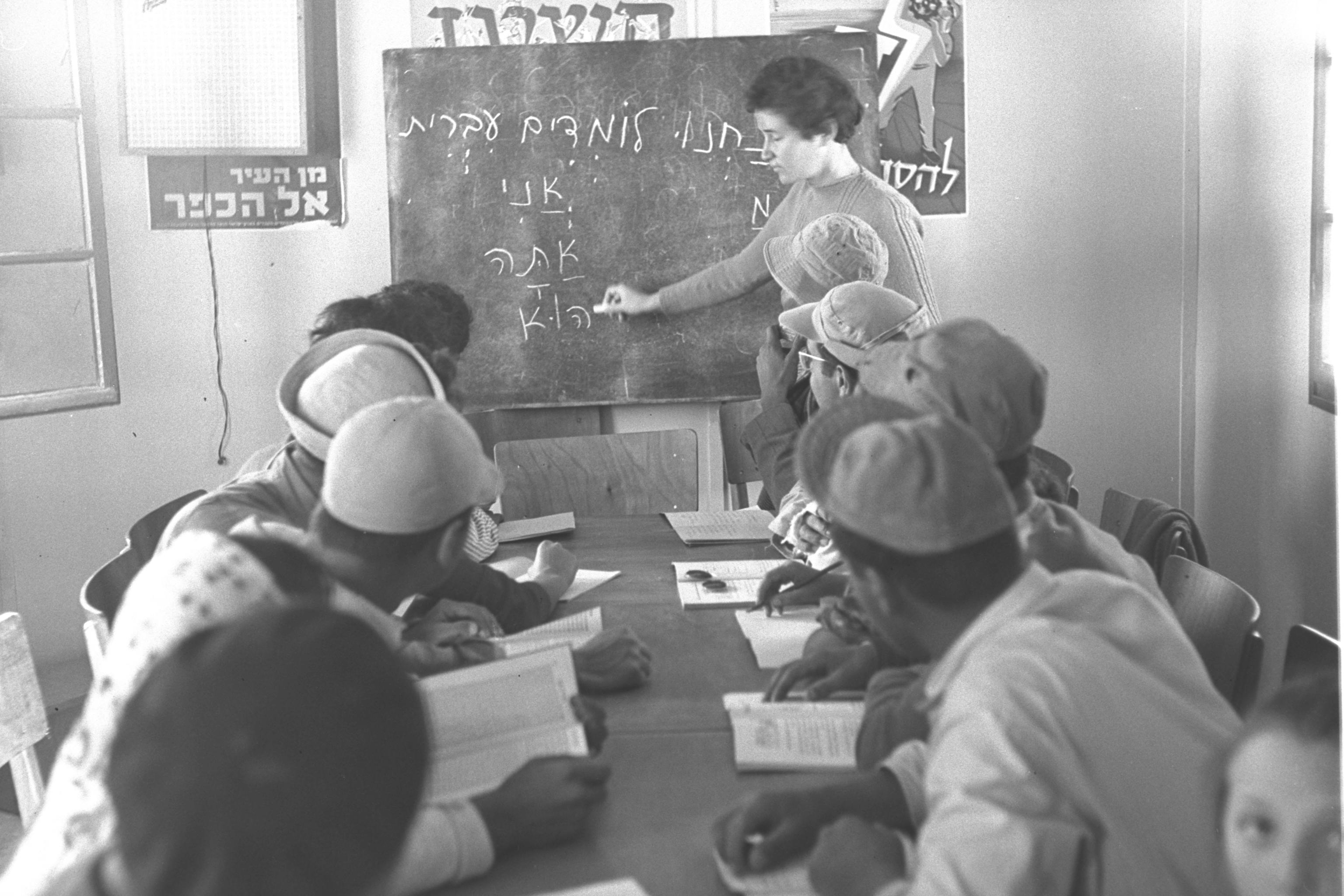
Imatge d'un ulpan a Dimona l'any 1955.

Un ulpan és un institut o escola per a l'estudi intensiu de la llengua hebrea. Ulpan (אולפן, en plural אולפנים ulpanim) és una paraula en hebreu que té l'arrel en la lletra alef (la primera de l'alfabet) i que significa "estudi").
La funció de l'ulpan és ensenyar als immigrants adults l'hebreu, que és la llengua nacional d'Israel. La major part d'aquests centres inclouen didàctica d'història, cultura i geografia israeliana. L'objectiu principal d'un ulpan és ajudar els nous ciutadans a integrar-se com més ràpidament i fàcil a la vida social, cultura i econòmica del país.

## Història
La idea de crear centres d'ensenyament de la llengua hebrea va tenir origen els primers dies de la creació de l'Estat d'Israel el 1948. Aquest estat de nova creació va haver de donar resposta a les onades massives d'immigrants, tant provinents de refugiats de guerra europeus com de les comunitats jueves d'Àfrica i Orient Mitjà o d'altres llocs del món. Si bé tenien en comú la seva identitat jueva, el llenguatge i la cultura dels nouvinguts es caracteritzava per l'homogeneïtat. El pas per un ulpan i l'aprenentatge de l'hebreu serviria de llaç i els ajudava a desenvolupar una identitat comuna i el sentiment de pertànyer a l'estat israelià.

## En l'actualitat
La institució de l'ulpan segueix fins avui en dia assistint els nous arribats. N'existeixen nombroses institucions privades si bé la majoria són administrades per l'Agència Jueva, els municipis, els quibuts i les universitats dels país. Els cursos són gratuïts als ulpanim per als nous immigrants. Des de l'establiment del primer ulpan a Jerusalem del 1949 s'hi han graduat més d'1,3 milions de persones.
Com a reconeixement a la seva aproximació innovadora a l'ensenyament de la llengua des d'una perspectiva cultural, el sistema de l'ulpan ha estat adoptat per aquells països que intenten reviure els seus llenguatges nacionals. Entre alguns d'aquests indrets hi figuren Gal·les, l'Azerbaidjan, Bretanya, Catalunya i Nova Zelanda. En el cas de Gal·les es mantingué el nom d'ulpan per un dels seus cursos de principiants, amb el nom en ortografia gal·lesa Wlpan. La versió en gaèlic escocès, anomenada Ùlpan, ha estat sent desenvolupada des de 2007.

## Als quibuts
Una nombrosa quantitat de quibuts a Israel ofereix cursos d'ulpan. La seva durada típica sol ser de 5 mesos, durant els quals l'ulpanista reparteix el seu temps entre l'estudi de la llengua i la feina. Aquesta proposta també s'ofereix a joves i turistes. Un dels més coneguts és el de Gan Xemuel, especialitzat en joves immigrants que s'apuntaven a seguir una carrera universitària al país, i que ha tingut especialment èxit amb immigrants de Llatinoamèrica.